# 陈文兴
陈文兴（1964年12月—），浙江绍兴人，中国工程院院士，中国纺织学专家，浙江理工大学校长、教授，博士生导师。

## 生平
获得浙江大学理学博士和日本信州大学工学博士学位。曾任浙江理工大学材料与纺织学院常务副院长，浙江理工大学副校长。2016年6月接替裘松良出任浙江理工大学校长。2019年增选为中国工程院院士。

## 荣誉头衔
- 中国工程院院士
- 浙江省特级专家
- 国务院学位委员会第六届学科评议组成员
- “先进纺织材料与制备技术”教育部重点实验室主任[4]
- 浙江省重中之重一级学科“纺织科学与工程”学科带头人

## 研究方向
- 功能性纤维
- 功能高分子材料
- 蚕丝蛋白质